# 1885
| 1885                                          |
| --------------------------------------------- |
| Dødsfald - Fødsler                            |
| • Begivenheder • Litteratur • Politik • Sport |

| Gregoriansk kalender | 1885 MDCCCLXXXV         |
| Ab urbe condita      | 2638                    |
| Armensk kalender     | 1334 ԹՎ ՌՅԼԴ            |
| Kinesiske kalender   | 4581 – 4582 甲申 – 乙酉 |
| Etiopisk kalender    | 1877 – 1878             |
| Jødisk kalender      | 5645 – 5646             |
| Hindukalendere       |                         |
| - Vikram Samvat      | 1940 – 1941             |
| - Shaka Samvat       | 1807 – 1808             |
| - Kali Yuga          | 4986 – 4987             |
| Iransk kalender      | 1263 – 1264             |
| Islamisk kalender    | 1302 – 1304             |

Konge i Danmark: Christian 9. 1863-1906
Se også 1885 (tal)

## Begivenheder

### Januar
- 3. januar – Den laveste temperatur nogensinde (uden for Antarktis) blev målt i Verkhojansk i Sibirien: -68,0 grader Celsius
- 9. januar – Henrik Ibsens Vildanden uropføres ved Den Nationale Scene i Bergen.

### Februar
- 1. februar – Folketælling for København og Frederiksberg
- 26. februar – Berlinkonferencen (også kaldt Kongokonferencen) med 14 lande repræsenteret, deriblandt Danmark, afsluttes med underskrivelse af generalakten.

### Marts
- 2. marts – Københavns Kommunes Biblioteker etableres med bibliotekerne i Paris og Berlin som forbillede
- 4. marts – Grover Cleveland bliver den 22. præsident i USA efter Chester A. Arthur, indtil 1889 hvor han bliver efterfulgt af Benjamin Harrison.

### April
- 3. april – Gottlieb Daimler får patent i Tyskland på sin motor

### Maj
- 13. maj – AaB stiftes under navnet "Aalborg Cricketklub"

### Juli
- 6. juli – Den første vaccination mod rabies tages i brug; den er udviklet af den franske biolog Louis Pasteur

### August
- 14. august - det første patent udstedes i Japan; det udsteds til opfinderen af rustbeskyttende maling
- 29. august - Danmark sætter kulderekord i august med -2,0 °C målt i Varde
- 29. august - Gottlieb Daimler patenterer motorcyklen

### September
- 28. september – Simon Marks og Tom Spencer åbner deres første forretning

### Oktober
- 20. oktober – Prins Valdemar bliver gift med Marie af Orleans. Brylluppet står i Paris[1][2]

- 21. oktober – Attentatforsøg mod konseilspræsident Estrup

### November
- 16. november – Louis Riel, som leder et oprør i Canada, bliver henrettet

### Udateret
- Den danske kvindesagsorganisation Kvindelig Fremskridtsforening grundlægges.
- DSB grundlægges.
- 75 shetlandsponyer bliver for første gang importeret til USA af Eli Elliott.

## Født
- 18. januar – Lauritz Ritzau, dansk direktør (død 1967).
- 19. januar – Valdemar Møller, dansk skuespiller (død 1947).
- 9. februar – Alban Berg, østrigsk komponist (død 1935).
- 17. april – Karen Blixen, dansk forfatterinde (død 1962).
- 18. maj – Aage Foss, dansk skuespiller. (død 1952).
- 23. maj – Rasmus Christiansen, dansk skuespiller (død 1964).
- 6. juni – Gid Tanner, amerikansk spillemand (død 1960).
- 16. juni – Knud Neye, dansk fabrikant (død 1945).
- 12. juli – George Butterworth, engelsk komponist (død 1916).
- 7. oktober – Niels Bohr, dansk fysiker (død 1962).
- 30. oktober – Ezra Pound, amerikansk digter (død 1972).
- 30. oktober – Svend Paludan-Müller, dansk oberst og modstandsmand (død 1944).
- 6. november – Martin O'Meara, irsk-australsk sergent og Victoria Cross-modtager (død 1935).
- 11. november – George Patton, amerikansk general (død 1945).
- 26. november – Heinrich Brüning, tysk kansler (død 1970).
- 5. december – C.J. Hambro, norsk politiker, forfatter, journalist og præsident (død 1964).
- 6. december – Birger Sjöberg, svensk digter, komponist, sanger og romanforfatter (død 1929).
- 11. december – Carlo Wieth, dansk skuespiller (død 1943).
- 23. december – Johannes Kjærbøl, dansk politiker, forbundsformand og minister (død 1973).
- 23. december – Holger Bjerre, dansk koreograf (død 1956).
- 31. december – Povl Jerndorff, dansk maler (død 1933).

## Dødsfald

### April
- 30. april – J.P. Jacobsen, dansk forfatter (født 1847).

### Maj
- 23. maj – Victor Hugo, fransk forfatter (født 1802).

### Juli
- 23. juli – Ulysses S. Grant, amerikansk general og USA's 18. præsident (født 1822).

### Oktober
- 29. oktober – James Hannington, engelsk missions biskop i Afrika. (født 1847).

### November
- 16. november – Louis Riel, canadisk politiker og oprørsleder (født 1844).

## Musik
- 25. oktober – Johannes Brahms' 4. symfoni uropføres i Meiningen under ledelse af Brahms selv.

## Geografi
- 6. august – Jakob Dannefærds Vej på Frederiksberg bliver navngivet, anlagt af fabrikant P.A. Dohlmann, bror til maleren Augusta Dohlmann.